# Claus Riis Østergaard
Claus Riis Østergaard (* 11. November 1969 in Aalborg) ist ein dänischer Schauspieler.

## Leben
Claus Riis Østergaard wuchs in Aalborg auf. Er absolvierte seine Schauspielausbildung von 1989 bis 1994 an der Schauspielschule des Odense Teater, wo er anschließend langjährig als festes Ensemblemitglied engagiert war. Er wirkte in zahlreichen Theaterstücken wie beispielsweise in Hamlet oder in Die drei Musketiere mit, so unter anderem auch am Königlichen Theater Kopenhagen. Seit 1995 hat er als Schauspieler vor der Kamera in bislang mehr als 40 Film-und-Fernsehproduktionen mitgewirkt. Für sein filmisches Schaffen wurde er bereits mehrfach ausgezeichnet, darunter auch zweimal mit dem Robert. Er ist zudem als Synchronsprecher für Zeichentrickfilme aktiv.
Er ist verheiratet und hat mit seiner Frau zwei Söhne. Die Familie lebt in Odense. Ein Cousin von ihm ist der Schauspieler Søren Østergaard.

## Filmografie (Auswahl)
- 1995: Nothing Personal, Strictly Christmas
- 2005: Nordkraft
- 2007: Cecilie
- 2008: Der Kandidat
- 2008: Tage des Zorns
- 2009: Kommissarin Lund – Das Verbrechen (Fernsehserie, 1 Folge)
- 2009: Protectors – Auf Leben und Tod (Fernsehserie, 7 Folgen)
- 2010: Timetrip – Der Fluch der Wikinger-Hexe
- 2010: Borgen – Gefährliche Seilschaften (Fernsehserie, 1 Folge)
- 2014–2016: Dicte (Fernsehserie, 12 Folgen)
- 2019: Hacker – Die Zeus-Verschwörung
- 2023: Viften
- 2023: Oxen (Fernsehserie, 3 Folgen)